# Stevie Bonsey
Stevie Bonsey (Salinas, 18 de enero de 1990) es un piloto de motociclismo estadounidense, que compitió en el Campeonato del Mundo de Motociclismo desde 2007 hasta 2009.

## Biografía
Después de correr inicialmente en Estados Unidos de América en la Speedway y seguir la escuela Freddie Spencer, se mudó a Europa contratado por el equipo Red Bull KTM. Hizo su debut en 2007 en 125cc con el KTM 125 FRR, con Tomoyoshi Koyama y Randy Krummenacher domo compañeros de equipo.
En 2008 fichó por el equipo Degraaf Grand Prix con una Aprilia RS 125 R, y con Hugo van den Berg como compañero de equipo, terminando la temporada en la posición 15. En 2009 dio el salto a 250 en el equipo Milar-Juegos Lucky, reemplazando a Aitor Rodríguez en Cataluña y en Holanda.

### Campeonato del Mundo de Motociclismo

#### Carreras por año
(Carreras en negrita indica pole position, carreras en cursiva indica vuelta rápida)
| Año  | Cat.  | Moto    | 1       | 2      | 3      | 4       | 5       | 6      | 7       | 8      | 9      | 10     | 11      | 12      | 13      | 14      | 15      | 16      | 17      | Pos. | Pts. |
| ---- | ----- | ------- | ------- | ------ | ------ | ------- | ------- | ------ | ------- | ------ | ------ | ------ | ------- | ------- | ------- | ------- | ------- | ------- | ------- | ---- | ---- |
| 2007 | 125cc | KTM     | QAT 22  | SPA 13 | TUR 25 | CHN Ret | FRA Ret | ITA 20 | CAT Ret | GBR 23 | NED 27 | GER 18 | CZE 16  | RSM 26  | POR Ret | JPN Ret | AUS 15  | MAL 26  | VAL 16  | 4    | 25.º |
| 2008 | 125cc | Aprilia | QAT Ret | SPA 6  | POR 4  | CHN 14  | FRA Ret | ITA 11 | CAT 7   | GBR 17 | NED 17 | GER 17 | CZE Ret | RSM Ret | IND 9   | JPN 20  | AUS Ret | MAL Ret | VAL Ret | 46   | 15.º |
| 2009 | 250cc | Aprilia | QAT -   | JPN -  | SPA -  | FRA -   | ITA -   | CAT 15 | NED Ret | GER -  | GBR -  | CZE -  | IND -   | RSM -   | POR -   | AUS -   | MAL -   | VAL -   |         | 1    | 29.º |